# アテナイのアゴラ
座標: 北緯37度58分30秒 東経23度43分21秒 / 北緯37.97500度 東経23.72250度

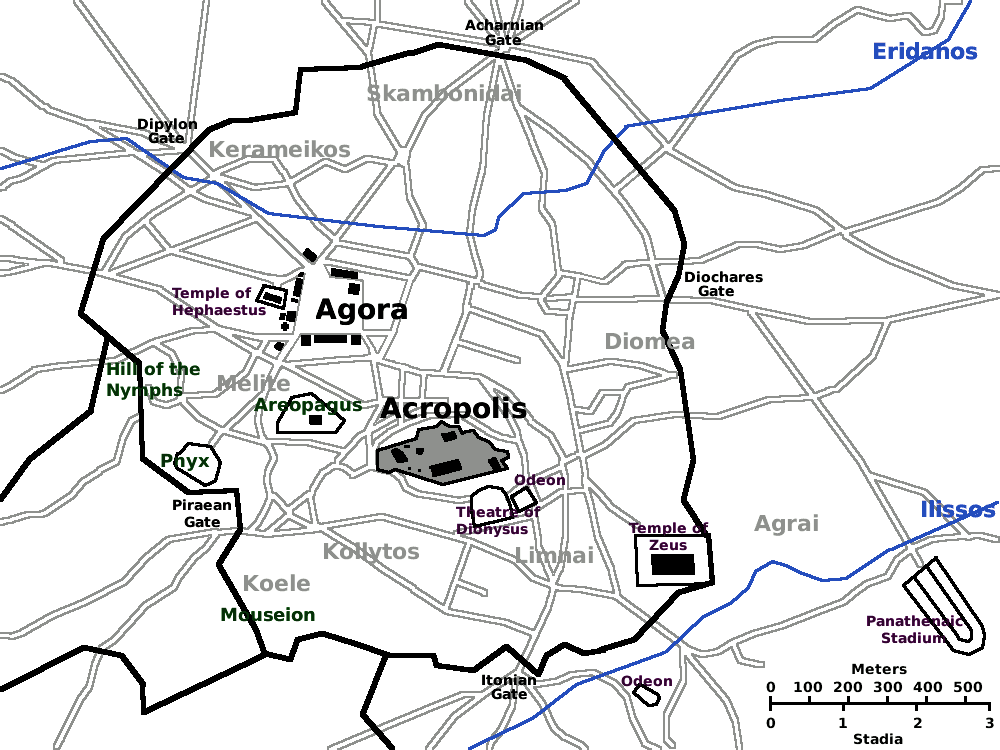
アテナイの地図。中央北西にアゴラがある。

アテナイのアゴラでは、古代ギリシアのアテナイにあったアゴラ（広場、市場）について説明する。
アテナイのアゴラは、アテナイの中央北西部に位置する、周囲に様々な公共施設が配置された広場・市場であり、市民交流の場でもあった。
民会（エクレシア）も、後にプニュクスに移されるまでは、ここで開かれた。
ソクラテスもここで度々問答を交わし、ストア派もこのアゴラ北面の「ストア・ポイキレ」（彩色柱廊）を拠点としたことから、その名が付いた。

## 見取り図

### 紀元前5世紀頃
1. 列柱郭（ペリスタイル） - 中庭
2. 貨幣鋳造所
3. 噴水 （Enneakrounos）
4. 南柱廊

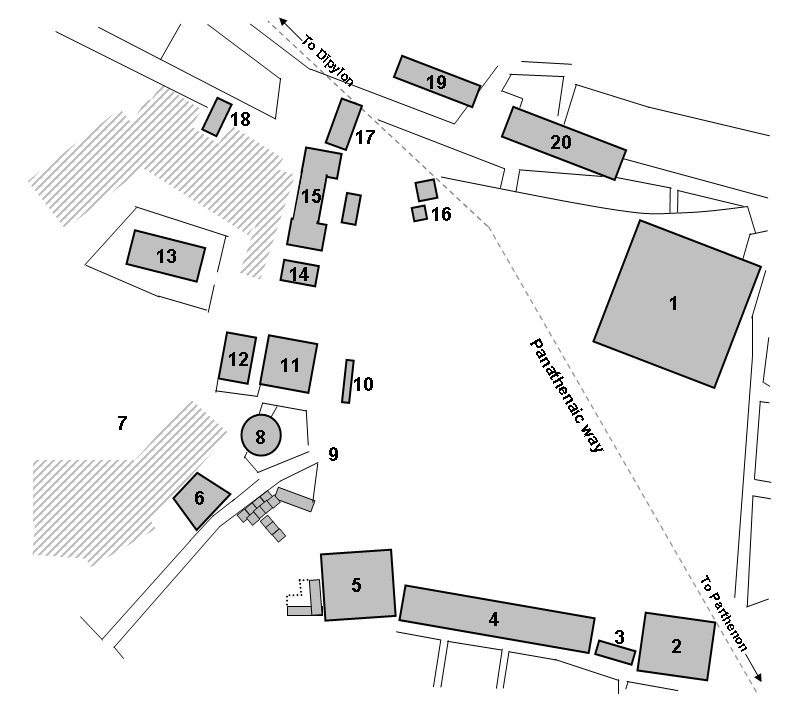
紀元前5世紀におけるアテナイのアゴラの見取り図。

5. 民衆裁判所（ヘリアイア） or アイアコスの社（アイアケイオン）
6. 将軍会議場（ストラテゲイオン） - 将軍（ストラテゴイ）達の会議場
7. コロノス・アゴライオスの丘
8. 円堂（トロス） = 当番評議員会議場（プリュタネイオン） - 当番評議員（プリュタネイス）達の会議場・詰所にして政府所在地。迎賓館、食堂としての機能も。
9. 境界石
10. 部族英雄記念碑
11. 母神神殿（メトロオン） (旧・評議場（ブレウテリオン）)  - 公文書館としての機能も。
12. 新・評議場（ブレウテリオン） - 評議会（ブーレー、アテナイにおいては五百人評議会）の評議場。
13. ヘーパイストス神殿
14. アポローン神殿
15. ゼウス柱廊
16. 十二神祭壇
17. 王柱廊（ストア・バシレイオス）
18. アフロディーテー・ウーラニアー神殿
19. ヘルメース柱廊
20. ストア・ポイキレ（彩色柱廊）

### その後の建造物
1. アグリッパのオデイオン

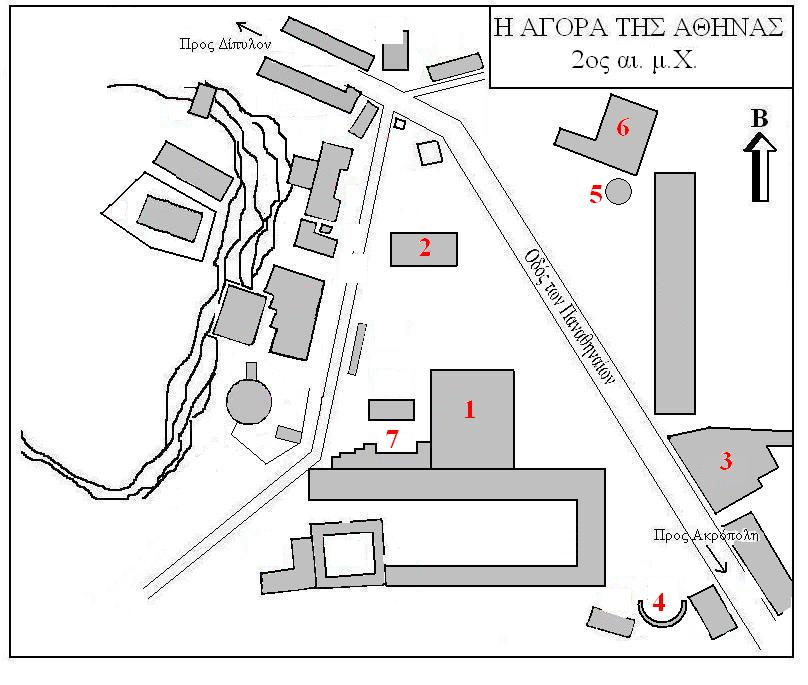
AD2世紀頃の見取り図

2. アレスの神殿 （Temple of Ares）
3. パンタイノスの図書館 （Library of Pantainos）
4. ニンファニオン （Nymphaeum）
5. モノペトロス （Monopteros）
6. 聖堂
7. 事務所

その他の建造物
- アッタロスの柱廊 （地図の3と5の間の細長い建物）
- 聖使徒聖堂 （地図の4, ニンファニオンと同じ場所）